# Feel Again (canción de OneRepublic)
«Feel Again» es una canción grabada por banda de pop rock estadounidense OneRepublic para su tercer álbum de estudio Native (2013). Fue escrita y producida por Ryan Tedder, Brent Kutzle, Drew Brown y Noel Zancanella.
"Feel Again" habla de volver a tu propia vida, que abarca, además, la transformación de "un alma solitaria" a un hombre que es capaz de amar de nuevo. Ha recibido críticas positivas de los expertos en música, que la llamaron "maravillosamente pegadiza" y que sería impresionante que se cantara en los mayores festivales de música. Algunos críticos comparan la canción con "Dog Days Are Over" de Florence + The Machine. La canción fue ligeramente exitosa en América del Norte, alcanzando el número 36 en el listado estadounidense Billboard Hot 100; sin embargo, obtuvo mayor éxito en Europa, sobre todo Alemania, donde alcanzó el puesto número 9 en Media Control Charts.
Una porción de las ganancias de las ventas del sencillo será donado a Every Beat Matters de Save the Children una campaña de apoyo a la formación de trabajadores de la salud de primera clase en todo el mundo.

## Lanzamiento
"Feel Again" se dio a conocer en el programa de la ABC, Good Morning America el 10 de agosto de 2012 y el 22 de agosto del mismo año el grupo lanzó la canción a los servicios de streaming para que todo el público la pudiera oír. El sencillo también fue enviado a la radio el 22 de agosto, y fue lanzada en iTunes el 27 de agosto de 2012. Una parte de las ganancias de las ventas del sencillo será donado a Every Beat Matters de Save the Children una campaña para apoyar la formación de primera calidad de los trabajadores de salud en todo el mundo.  La canción fue también muy destacada en los tráileres de la película de 2013 The Spectacular Now.

## Letra e inspiración
"Feel Again" fue escrita por Ryan Tedder, Brent Kutzle, Drew Brown y Noel Zancanella, mientras que la producción estuvo a cargo de Tedder. Ryan reveló que el año pasado se había inspirado en melodías y armonías del Evangelio. "La canción en sí era un parteaguas dentro de todo lo que hayamos hecho antes", dijo el líder de la banda. "Es en gran medida una canción uptempo y tiene mucha influencia del Evangelio en ella." "Por alguna razón eso es algo que resuena en mi persona y sentí que debería cambiar en muchos aspectos en nuestras canciones", dijo.
Tedder dijo que su asociación con Save the Children fue casual y que en realidad le ayudó a terminar la letra de la canción.

## Composición
"Feel Again" es una canción de ritmo rápido,  que ofrece una melodía edificante, un gancho cargado de esperanza y optimismo. Se presenta una gama de sonidos más rica, más completa que acentúa las cualidades anthemic de sus composiciones.  La edificante, emotiva canción contiene melodías pegadizas similares a sus trabajos anteriores, como "Good Life", "Stop and Stare", "Apologize" y "All the Right Moves".
El tirón emocional de la canción le da un gran impulso por sus potentes letras de volver a su propio estilo y abrazar la vida.  "El corazón todavía está latiendo, pero no funciona,es como un teléfono de un millón de dólares por el que no puedes llamar", Tedder canta con dolor antes de estallar en el estribillo melódico que se llena de felicidad, "Pero contigo, vuelvo a sentir".  La canción se llena de aplausos en última instancia, una historia sobre "tomar al toro por los cuernos"  y sintiendo otra vez, no importa lo que pasó el día anterior.  En el coro, Tedder canta acerca de la transformación de "un alma solitaria" a un hombre que es capaz de amar de nuevo; "Me siento mejor desde que me conoces, vuelvo a sentir / Era un alma solitaria, pero ese es mi antiguo yo, sí, contigo".

## Recepción

### Crítica

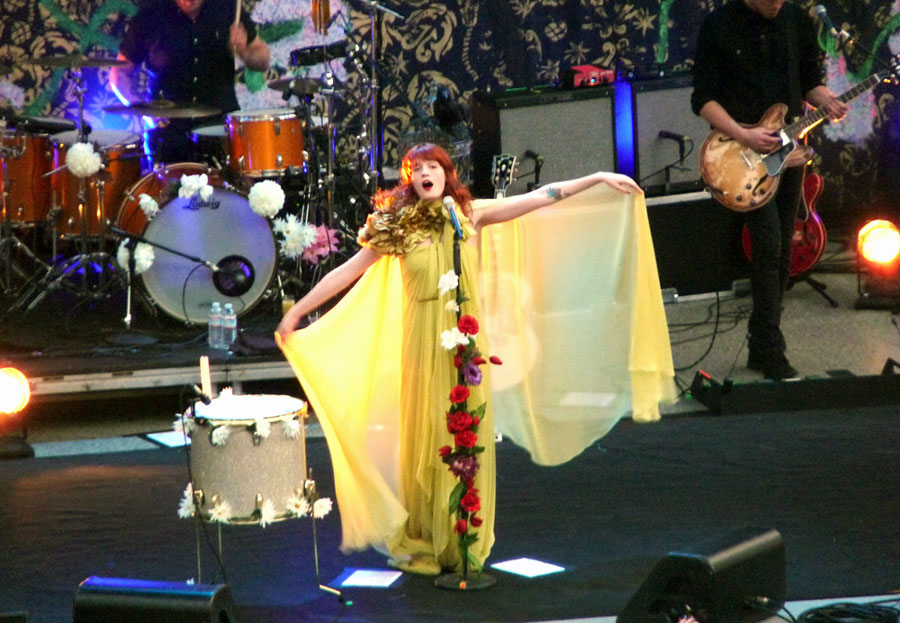
Algunos críticos notaron que "Feel Again" sonaba similar a "Dog Days Are Over" de Florence + the Machine

La canción recibió una recepción favorable por parte de los críticos de música. Arjan Writers dio una opinión muy positiva de la pista, afirmando que "Feel Again representa todo lo que los fanes han llegado a amar del grupo, demuestra claramente que está evolucionando su estilo pop". En la revisión añadió: "En un mundo saturado por los titulares de noticias sombrías, transmitir un mensaje de vivir el momento es un concepto atemporal que realmente tiene un atractivo universal. Y dejar en manos de Tedder y sus amigos para sembrar un poderoso sentimiento de este tipo en un paquete altamente producido y listo para la radio, tiene el potencial de extenderse como la pólvora. Sam Wilbur de AOL Radio, pensó lo mismo diciendo: "El single está destinado a ser un éxito, puede llegar a ocupar las primeras posiciones de popularidad en la radio, con sus palmadas que se juntan con el latir deo corazón y su coro agradable". Huw Hopkins de Alt Sounds comentó: "La melodía principal en el estribillo es maravillosamente pegadiza y sería genial que se cantará en los mejores festivales de música del mundo. Hay una cierta alma en la voz de Ryan Tedder, pero las habilidades de producción y el trabajo en equipo de Zach Filkins añade un toque extra en los coros ".
Algunos críticos se dieron cuenta de que la pista era muy similar a las de Florence + Machine. Scott Shetler del Pop Crush le dio a la canción 3 de 5 estrellas, escribiendo: "Con sus urgentes aplausos y su desgarrador gancho vocal, 'Feel Again' suena muy similar a 'Dog Days Are Over'; aunque finalmente la banda añadiria a Florence dentro de los créditos". Shetler también dijo que: "Aunque 'Feel Again' está lejos de ser original, el mensaje optimista y aquellos cantos con 'woo-ooh-ooh' son muy difíciles de resistir". Christina Lee, de Idolator también notó una influencia de Florence and the Machine, escribiendo "Tal vez sea por los aplausos. Tal vez sea la batería en aumento. Tal vez sea el tono esperanzador de Ryan Tedder, o la forma en que su voz se acumula, se desploma y se olea de nuevo sin jamás sonar derrotada. En cualquier caso, el nuevo sencillo de OneRepublic, nos recuerda mucho al sencillo para corazones rotos de Florence + The Machine single, "Dog Days Are Over"; Y eso no nada malo".

## Video musical
El video musical fue filmado en un bosque de secuoyas  cerca de San Francisco, California del 31 de julio de 2012 al 2 de agosto de 2012.  Fue estrenado en VEVO el 28 de agosto de 2012. El vídeo comienza con Ryan Tedder caminando sobre hojas frente a una hermosa puesta de sol en la Bahía de San Francisco. Él se inclina para recoger una bola de color amarillo brillante. A continuación, se ve lo que parece ser una cadena de luces amarillas. Después los cortes del vídeo van alternando las tomas de la banda con cadenas de luces en el fondo, y diferentes personas bailando con la música. Él se muestra con la bola amarilla en su corazón, brillando a través de su ropa, y sugiriendo que había perdido su corazón o se había roto, y ya lo había recuperado. El vídeo se corta con una vista aérea del bosque, y el sol naciente.
Carl Williot de Idolator escribió una reseña positiva, comentando, "Las luces de hypercolor complementan la efervescencia y sin esfuerzo, la voz de Tedder, y el paquete final es brillante, es colorido, es terroso. Como una muy sabrosa ensalada de "video". Amy Sciarretto del Pop Crush comentó: "'Feel Again' no sorprende a todos con unos gráficos espectaculares, pero lo que hará es permitir al usuario concentrarse en la canción, que está programada para aparecer en el próximo tercer álbum de estudio de la banda; Tal vez la intención de OneRepublic es mostrar este, nada lujoso, primer concepto visual. Fue una estrategia eficaz, ya que nos envolvió con sus elaborados ganchos y líneas".

## Lista de canciones
- Descarga digital[16]

1. "Feel Again" – 3:05
Sencillo de CD[17]

1. "Feel Again" (versión de álbum) – 3:05
2. "Feel Again" (Tai remix) – 5:33

## Posicionamiento

### Semanales
| Lista (2012-13)                                    | Mejor Posición |
| -------------------------------------------------- | -------------- |
| Austria (Ö3 Austria Top 40)                        | 19             |
| Bélgica (Ultratop 50 Flanders)                     | 17             |
| Canadá (Canadian Hot 100)                          | 59             |
| Alemania (Official German Charts)                  | 9              |
| Luxemburgo (Billboard)                             | 7              |
| Eslovaquia (Rádio Top 100)                         | 35             |
| Suiza (Schweizer Hitparade)                        | 34             |
| Estados Unidos Billboard Hot 100                   | 36             |
| Estados Unidos Adult Alternative Songs (Billboard) | 19             |
| Estados Unidos Adult Contemporary (Billboard)      | 26             |
| Estados Unidos Adult Top 40 (Billboard)            | 8              |
| Estados Unidos Mainstream Top 40 (Billboard)       | 19             |

### Anuales
| Lista (2012)                | Posición |
| --------------------------- | -------- |
| Alemania (Media Control AG) | 99       |

## Certificaciones
| Región                | Certifificación | Unidades certificadas/ Ventas |
| --------------------- | --------------- | ----------------------------- |
| Canadá (Music Canada) | Oro             | 40 000                        |
| Estados Unidos (RIAA) | Oro             | 1 000 000                     |